# Garcinia decipiens
Garcinia decipiens là một loài thực vật có hoa trong họ Bứa. Loài này được Vesque mô tả khoa học đầu tiên năm 1893.